# Inigo Campioni

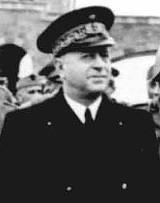
Inigo Campioni

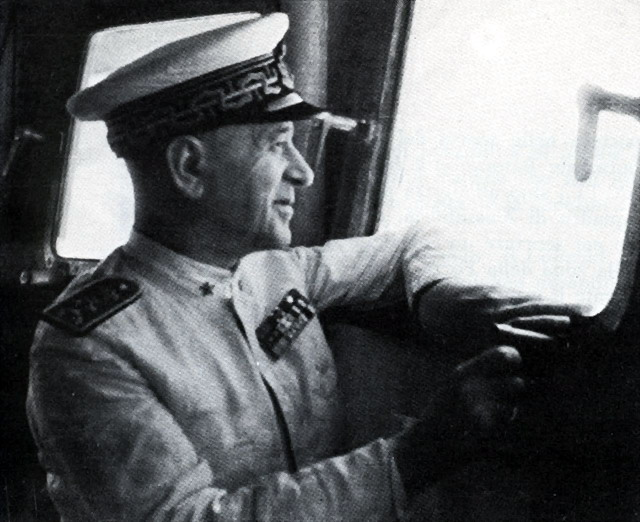
Inigo Campioni 1940

Inigo Campioni (* 14. November 1878 in Viareggio, Provinz Lucca; † 24. Mai 1944 in Parma) war ein italienischer Admiral und Senator des Königreichs.

## Leben
Campioni begann seine militärische Laufbahn 1893 an der Marineakademie in Livorno. 1911/12 nahm er auf dem Kreuzer Amalfi am Italienisch-Türkischen Krieg teil, am Ersten Weltkrieg auf den Schlachtschiffen Conte di Cavour und Andrea Doria. Als Korvettenkapitän übernahm er 1916 das Kommando über den Zerstörer Ardito, mit dem er 1917 an einem Seegefecht in der nördlichen Adria beteiligt war und zahlreiche Konvois begleitete. Nach dem Krieg war er u. a. italienischer Marineattaché in Paris und Kommandant des Schlachtschiffes Caio Duilio. 1939 wurde er Senator auf Lebenszeit. Kurz danach übernahm er den Befehl über das 1. Hochseegeschwader in Tarent, das er in der Seeschlacht bei Punta Stilo und in der Seeschlacht bei Kap Teulada führte.
Anfang 1941 löste ihn Admiral Angelo Iachino als Befehlshaber der Flotte ab. Im November 1941 schied er nach Erreichen der Altersgrenze aus dem aktiven Dienst aus und wurde Gouverneur der Italienischen Ägäis-Inseln und damit als Nachfolger von Ettore Bastico Befehlshaber aller italienischen Streitkräfte in der Ägäis. Nach dem Waffenstillstand vom 8. September 1943 lehnte er die Kollaboration mit den Deutschen kategorisch ab und wehrte sich mit Waffengewalt gegen deren gewaltsames Vorgehen. Nach seiner Gefangennahme kam er zunächst in ein deutsches Konzentrationslager. Ein faschistisches Sondergericht in Parma verurteilte ihn zum Tode. Er wurde am 24. Mai 1944 auf einem nahegelegenen Schießplatz hingerichtet. Die Republik Italien verlieh ihm postum den höchsten italienischen Militärorden, die Tapferkeitsmedaille in Gold.